# Hålland
Hålland är en tätort (före 2023 småort) i Undersåkers distrikt (Undersåkers socken) i Jämtland, Åre kommun, belägen längs med E14 mellan Järpen och Undersåker, knappt två mil öster om Åre. 
Orten är känd bland annat för Åredalens folkhögskola, som fram till skolans 75-årsjubileum 2014 hette Hållands folkhögskola.
Strax utanför Hålland finns även Ristafallet, ett av Sveriges största vattenfall.

## Hålland på film
En del av filmen Ronja Rövardotter spelades in här vid Ristafallet.